# Linearschrift B

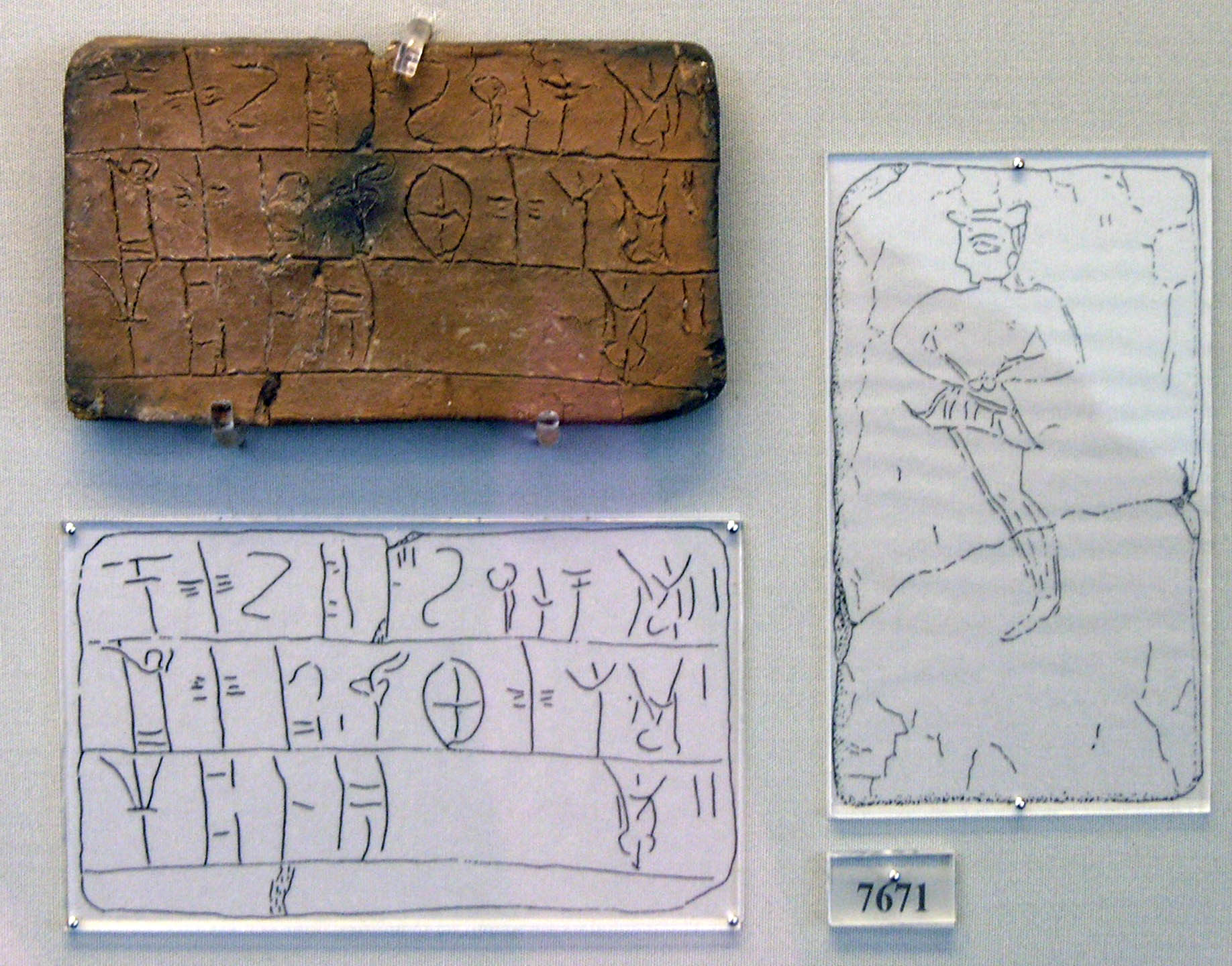
Schriften aus Mykene in Linear B

Linearschrift B, kurz auch Linear B genannt, ist die Silbenschrift der mykenischen Kultur Griechenlands. Diese Schrift ist von der älteren Linearschrift A Kretas abzugrenzen, die bislang kaum entziffert wurde. Sie wurde vom 15. Jahrhundert v. Chr. bis ins 12. Jahrhundert v. Chr. ausgehend von Knossos auf Kreta und dem griechischen Festland verwendet. Ihr Gebrauch ist aus den Perioden SM II bis SM III B der bronzezeitlichen minoischen Kultur bezeugt.
Bekannt sind etwa 90 Silbenzeichen, 160 Zeichen mit Wortbedeutung sowie diverse Zahlzeichen. Geschrieben wurde von links nach rechts.
Die Schrift ist in Unicode in den Blöcken Linear-B-Silbenzeichen, Linear-B-Ideogramme und Ägäische Zahlzeichen enthalten und ist somit für den Gebrauch auf Computersystemen standardisiert.

## Funde
Bekannt wurde die Schrift im Jahr 1878 durch einen Fund auf Kreta.
Die Bezeichnung „Linearschrift B“ wurde von Sir Arthur Evans, dem Ausgräber von Knossos, geprägt und bezieht sich auf das Aussehen der mit einzelnen Linien in Tontäfelchen geritzten Schriftzeichen. Wegen der engen Verwandtschaft mit der Linearschrift A wurden aufgefundene Tontäfelchen und ähnliche zunächst für minoisch gehalten.
Funde von Tontäfelchen (die Sigel jeweils in Klammern) stammen zudem hauptsächlich noch aus den Palastarchiven von Pylos (PY), die von Carl Blegen aufgedeckt wurden. Weitere Täfelchen, die auf eine Palastverwaltung hinweisen, kommen aus den Fundstätten von Iklaina in Messenien (IK), Agios Vasilios in Lakonien (HV), Mykene (MY) und Tiryns (TI) in der Argolis, Theben (TH) in Böotien, Volos (VOL) in Thessalien, sowie Chania (KH) auf Kreta. Zudem wurden Vasen mit aufgemalten Schriftzeichen an mehreren Orten gefunden, so u. a. in Tiryns, Midea, Mykene, Eleusis, Kreusis, Orchomenos und im thessalischen Dimini auf dem Festland sowie Chania, Knossos, Malia und Prinias auf Kreta.
Außerhalb von Griechenland stammt bisher eine nicht gesicherte Vasenaufschrift aus Sidon (Libanon). Auf der kleinen italienischen Insel Vivara im Golf von Neapel, auf der sich vor allem viele Importe aus frühmykenischer Zeit fanden, wurden sowohl  Tonplomben mit einzelnen Zeichen als auch Fragmente eines Täfelchens aus Tuff mit numerischen Notizen entdeckt, das starke Ähnlichkeiten zu den palmblattförmigen Linear-B-Tontäfelchen aus Griechenland aufweisen soll. Hinzu kommen aus der bronzezeitlichen Befestigung bei Bernstorf zwei im Jahr 2000 gefundene Bernsteinamulette mit je drei Zeichen einer frühen Linear-B-Schrift. Sollte die Echtheit dieses Fundes eindeutig erwiesen werden, lieferte er einen wichtigen Beleg für die Handelswege des 15. Jahrhunderts v. Chr.

## Entzifferung
Die Grundlagen der Entzifferung wurden von der Altphilologin Alice Kober zwischen 1940 und ihrem frühen Tod 1950 gelegt. Aufbauend auf ihrer systematischen Vorarbeit gelang 1952 dem britischen Architekten und Sprachforscher Michael Ventris zusammen mit John Chadwick die Entzifferung. Es zeigte sich, dass die aufgefundenen Texte in einer frühen Form der griechischen Sprache (mykenisches Griechisch) abgefasst worden waren. Dies stellte eine wissenschaftliche Sensation dar, da man bis dahin angenommen hatte, es handele sich um die nicht-indogermanische Sprache der Minoer, die vorher mit Linear A geschrieben worden war. Offenbar handelt es sich bei Linear B um eine Adaption an die Sprache mykenischer Eroberer. Überdies hatte man vorher angenommen, die Mykener hätten noch nicht Griechisch gesprochen und dass Träger dieser Sprache erst in der Eisenzeit in Hellas eingewandert wären. Als die Mykener nach dem Vulkanausbruch von Thera (um 1625 v. Chr.) ihre Macht auf Kreta etablierten, hatten sie unter Verwendung einiger alteuropäischer Zeichen sowie Neuschöpfungen jedoch schon begonnen, das Linear-B-Syllabar aus Linear A zu entwickeln.
Die Funde sind keine literarischen Texte, sondern hauptsächlich Notizen zu wirtschaftlichen und Verwaltungszwecken, die nicht zur dauerhaften Aufbewahrung bestimmt waren. Die Tontafeln blieben nur zufällig deshalb erhalten, weil sie in Brandkatastrophen gebrannt und dadurch für lange Zeit haltbar gemacht worden waren. Daher berichten sie nur von den wirtschaftlichen Verhältnissen und der Verwaltung in den letzten Monaten vor dem jeweiligen Brand. Einmal im Jahr wurde eine Revision durchgeführt, bei der der Inhalt aller Tontäfelchen zusammengefasst und dann sehr wahrscheinlich auf einem anderen vergänglichen Material festgehalten wurde.

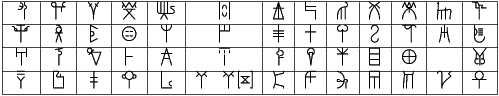
Beispiele für Linear-B-Zeichen

Die Schriftzeichen der Linearschriften mit ihren komplizierten Strukturen und kleinen Details sind für das Einritzen in Ton wenig geeignet. Man vermutet daher, dass hauptsächlich auf anderen, aber nicht sehr haltbaren Materialien wie Papyrus oder Pergament geschrieben wurde.
2019 wurde berichtet, dass ein Team um Jiaming Luo vom MIT die Linearschrift B allein mit maschinellem Lernen entschlüsselt hat, was möglicherweise auch neue Möglichkeiten eröffne, auch die Linearschrift A zu entschlüsseln.

## Silbenzeichen
|    | -a   | -e   | -i   | -o   | -u   |
|    | 𐀀 a  | 𐀁 e  | 𐀂 i  | 𐀃 o  | 𐀄 u  |
| d- | 𐀅 da | 𐀆 de | 𐀇 di | 𐀈 do | 𐀉 du |
| j- | 𐀊 ja | 𐀋 je |      | 𐀍 jo | 𐀎 ju |
| k- | 𐀏 ka | 𐀐 ke | 𐀑 ki | 𐀒 ko | 𐀓 ku |
| m- | 𐀔 ma | 𐀕 me | 𐀖 mi | 𐀗 mo | 𐀘 mu |
| n- | 𐀙 na | 𐀚 ne | 𐀛 ni | 𐀜 no | 𐀝 nu |
| p- | 𐀞 pa | 𐀟 pe | 𐀠 pi | 𐀡 po | 𐀢 pu |
| q- | 𐀣 qa | 𐀤 qe | 𐀥 qi | 𐀦 qo |      |
| r- | 𐀨 ra | 𐀩 re | 𐀪 ri | 𐀫 ro | 𐀬 ru |
| s- | 𐀭 sa | 𐀮 se | 𐀯 si | 𐀰 so | 𐀱 su |
| t- | 𐀲 ta | 𐀳 te | 𐀴 ti | 𐀵 to | 𐀶 tu |
| w- | 𐀷 wa | 𐀸 we | 𐀹 wi | 𐀺 wo |      |
| z- | 𐀼 za | 𐀽 ze |      | 𐀿 zo |      |

Einige Zeichen mit besonderen Regeln des Lesens (ai, rya, tya, dwe, twe, dwo, nwa usw.) sind in der Tabelle nicht enthalten. Ein Dutzend Silbenzeichen sind bisher noch nicht entziffert (*34, *35 usw.).
Beispiele:
𐀒𐀜𐀰 = ko-no-so /Knōsos/, der Palast von Knossos
𐀀𐀖𐀛𐀰 = a-mi-ni-so /Amnīsos/, Amnissos, der Hafen von Knossos
𐀞𐀂𐀵 = pa-i-to /Phaistos/, Phaistos auf Kreta
𐀢𐀫 = pu-ro /Pulos/, der Palast von Pylos
𐀳𐀣 = te-qa /Thēgwai/, der Palast von Theben
𐀁𐀔𐁀 = e-ma-a2 /Hermahās/, der Gott Hermes
𐀷𐀙𐀏 = wa-na-ka /wanaks/ „König“ (altgriechisch ἄναξ)
𐀣𐀯𐀩𐀄 = qa-si-re-u /qwasileus/ „eine Art Beamter“ (im späteren Griechisch βασιλεύς „König“)
𐀁𐀨𐀺 = e-ra-wo /elaiwon/ „Olivenöl“
𐀟𐀗 = pe-mo /spermo/ „Saat, Same“
𐀴𐀪𐀡 = ti-ri-po /tripos/ „Dreifuß“
𐀞𐀨𐀍 = pa-ra-jo /palaios/ „alt“

## Schreibregeln
Da in Linear B nur einfache Silben (entweder Vokal oder Konsonant+Vokal) geschrieben werden können, spiegelt die Orthographie die Lautgestalt schlecht wider. Ein in Linear B geschriebenes griechisches Wort hat häufig mehrere mögliche Lesarten. Die Schreibung ist dagegen ziemlich eindeutig und folgt in der Mehrzahl der Fälle den folgenden Regeln:
- Vokallänge wird nicht spezifiziert: Die beiden O-Vokale in KNOSOS (klassisch Κνωσός) werden nicht unterschieden.
- Diphthonge auf U (AU, EU) werden mit einem Silbenzeichen plus dem Vokal U geschrieben (LEU ist also re-u). Für AU am Wortanfang gibt es ein spezielles Silbenzeichen.
- In Diphthongen auf I fällt das I aus (aus PHAI wird also pa; allerdings findet man gerade für das Beispielwort PHAISTOS auch irregulär die Schreibung pa-i-to 𐀞𐀂𐀵). Am Wortanfang kann AI wahlweise mit a oder einem speziellen Zeichen ai geschrieben werden.
- Folgen auf U oder I weitere Vokale, dann fügt man einen Gleitlaut w bzw. j ein. Das gilt auch bei Diphthongen aus U oder I, obwohl das I bei letzteren gar nicht geschrieben wird (LAIO schreibt man als ra-jo, KUA ergibt ku-wa).
- Doppelkonsonanten (Geminale) werden als einfache Konsonanten geschrieben (SSO wird zu so)
- Konsonantencluster, deren erster Bestandteil ein Plosiv ist, werden in zwei Silben mit gleichem Vokal aufgelöst (KNO ergibt ko-no).
- Cluster aus Kontinuant+Plosiv verkürzt man dagegen zu einer einfachen Silbe, indem man den Kontinuanten weglässt (STO ergibt to).
- In Clustern aus zwei Kontinuanten werden grundsätzlich beide Konsonanten geschrieben (MNI wird zu mi-ni). Dazu gibt es jedoch Ausnahmen, in denen der erste Konsonant in der Schreibung ausfällt. Das ist systematisch immer der Fall, wenn der zweite Konsonant S ist, aber es gibt auch Fälle, die sich nicht mit einer einfachen Regel vorhersagen lassen.
- Die Unterscheidung zwischen stimmhaften, stimmlosen und behauchten Verschlusslauten kann in der Schrift in der Regel nicht wiedergegeben werden (KA/KHA/GA werden mit ka geschrieben und PA/PHA/BA mit pa). Nur für den stimmhaften Dental D gibt es eine eigene Reihe von Silbenzeichen, so dass man DA mit da und TA/THA mit ta schreibt.
- Zwischen L und R wird nicht unterschieden.
- Konsonanten am Wortende fallen normalerweise aus. In den eher seltenen Fällen, dass ein Wort auf -qs, -ps oder -ks endet, wird der Plosiv mit dem Vokal der vorletzten Silbe geschrieben.